# Pueblo Viejo (Tabasco)
Pueblo Viejo es una localidad del municipio de Jalpa de Méndez ubicado en la subregión centro del estado mexicano de Tabasco.

## Geografía
La localidad de Pueblo Viejo se sitúa en las coordenadas geográficas 18°12′00″N 93°05′26″O / 18.200000, -93.090556, a una elevación de 3 metros sobre el nivel del mar.

## Demografía
Según el Conteo de Población y Vivienda 2020, efectuado por el Instituto Nacional de Estadística y Geografía, la localidad de Pueblo Viejo tiene 1,272 habitantes, de los cuales 614 son del sexo masculino y 658 del sexo femenino. Su tasa de fecundidad es de 2.45 hijos por mujer y tiene 312 viviendas particulares habitadas.
| Gráfica de evolución demográfica de Pueblo Viejo entre 1970 y 2020 |
|                                                                    |
| INEGI.                                                             |